# زنجیر چینابی
زنجیر چینابی که به نام زنجیر یزدی و زنجیر گل اناری نیز معروف است نوعی زنجیر ساخته شده از جنس طلا و نقره به عنوان زیور است. هنر ساخت زنجیر چینابی در بین زرگرهای سنتی شهر یزد رواج دارد.ساخت زنجیرچینابی احتیاج به تبحر واستادی خاص خودراداردازجمله استادان باتچربه میتوان ازاستادسیدحسین طاووسی وشاگردشان استادجلال خادم نام برد مهارت ساخت زنجیر چینابی یزد به شماره ۱۱۸۴ در فهرست آثار ناملموس کشور به ثبت رسیده است.